# Catedral de San Erik (Estocolmo)
La Catedral de San Erik es la catedral de la diócesis católica de Estocolmo en Suecia.
La catedral fue construida en 1892 y fue elevada al rango de catedral en 1953, cuando la diócesis católica de Estocolmo fue creada (siendo la única diócesis católica de Suecia). La catedral también contiene otras funciones al servicio de la Iglesia católica de Suecia.
La catedral lleva el nombre de Erik el Santo, el rey de Suecia que, habiendo sido asesinado por un príncipe danés, llegó a ser considerado como un mártir y patrono de Estocolmo, representado en el sello y escudo de armas de la ciudad.

## Galería fotográfica

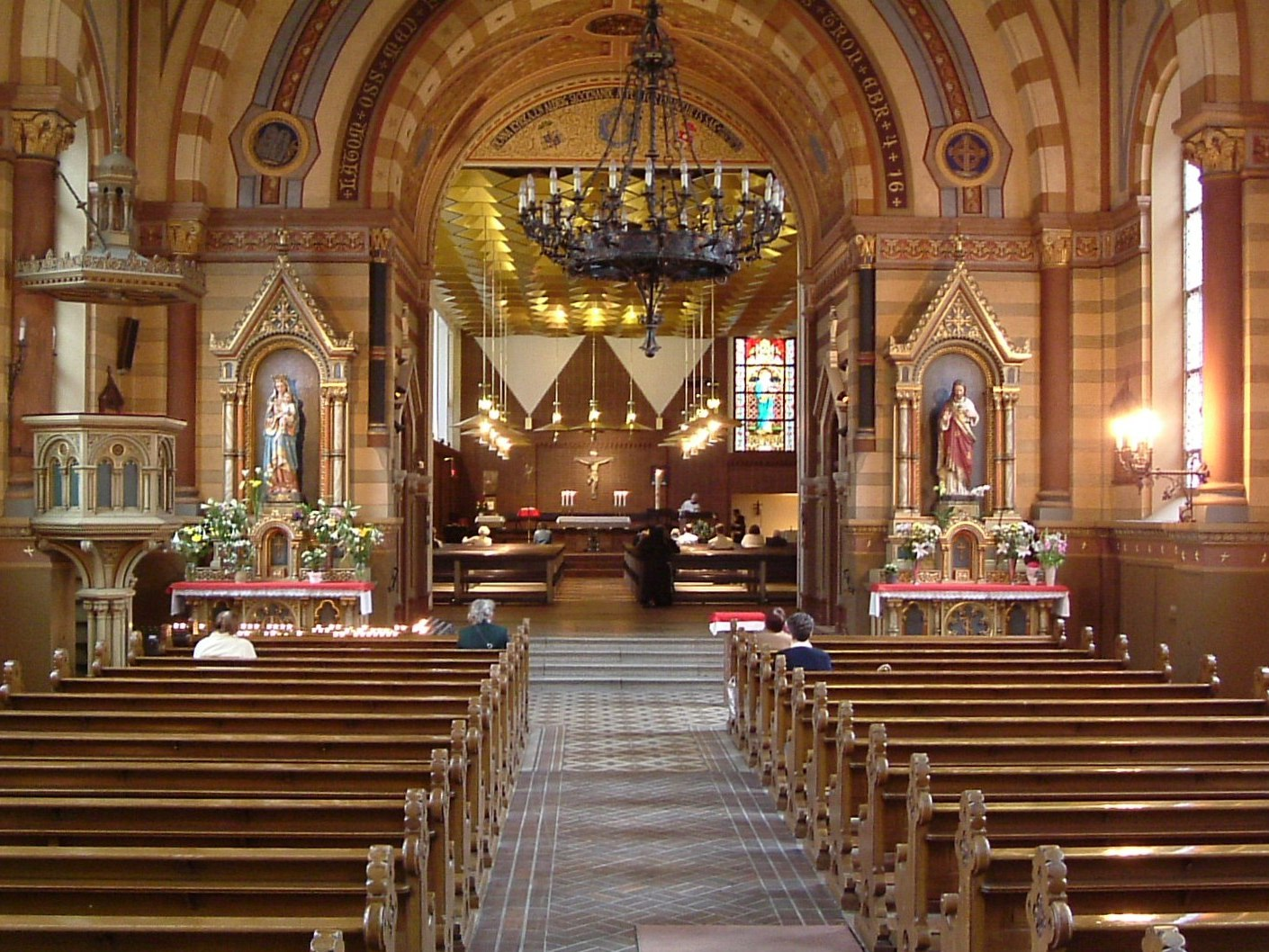
Interior de la catedral
Bandera de la catedral, con los colores amarillo y blanco en memoria de la bandera pontificia.